# Strange Wilderness
Strange Wilderness è un film statunitense del 2008 diretto da Fred Wolf.
È un film commedia con Steve Zahn, Allen Covert e Justin Long.

## Produzione
Il film, diretto da Fred Wolf su una sceneggiatura di Peter Gaulke e dello stesso Fred Wolf, fu prodotto da Gaulke per la Happy Madison Productions, la Level 1 Entertainment e la Pelican Productions e girato a Los Angeles in California.

## Distribuzione
Il film fu distribuito negli Stati Uniti dal 1º febbraio 2008 al cinema dalla Paramount Pictures.

## Promozione
Le tagline sono:
- "This ain't March of the Penguins.".
- "If you love nature, and the outdoors, don't watch their show!".
- "They could solve the world's biggest mystery, if only they had a clue.".